# Verlag Nürnberger Presse Druckhaus Nürnberg

Logo

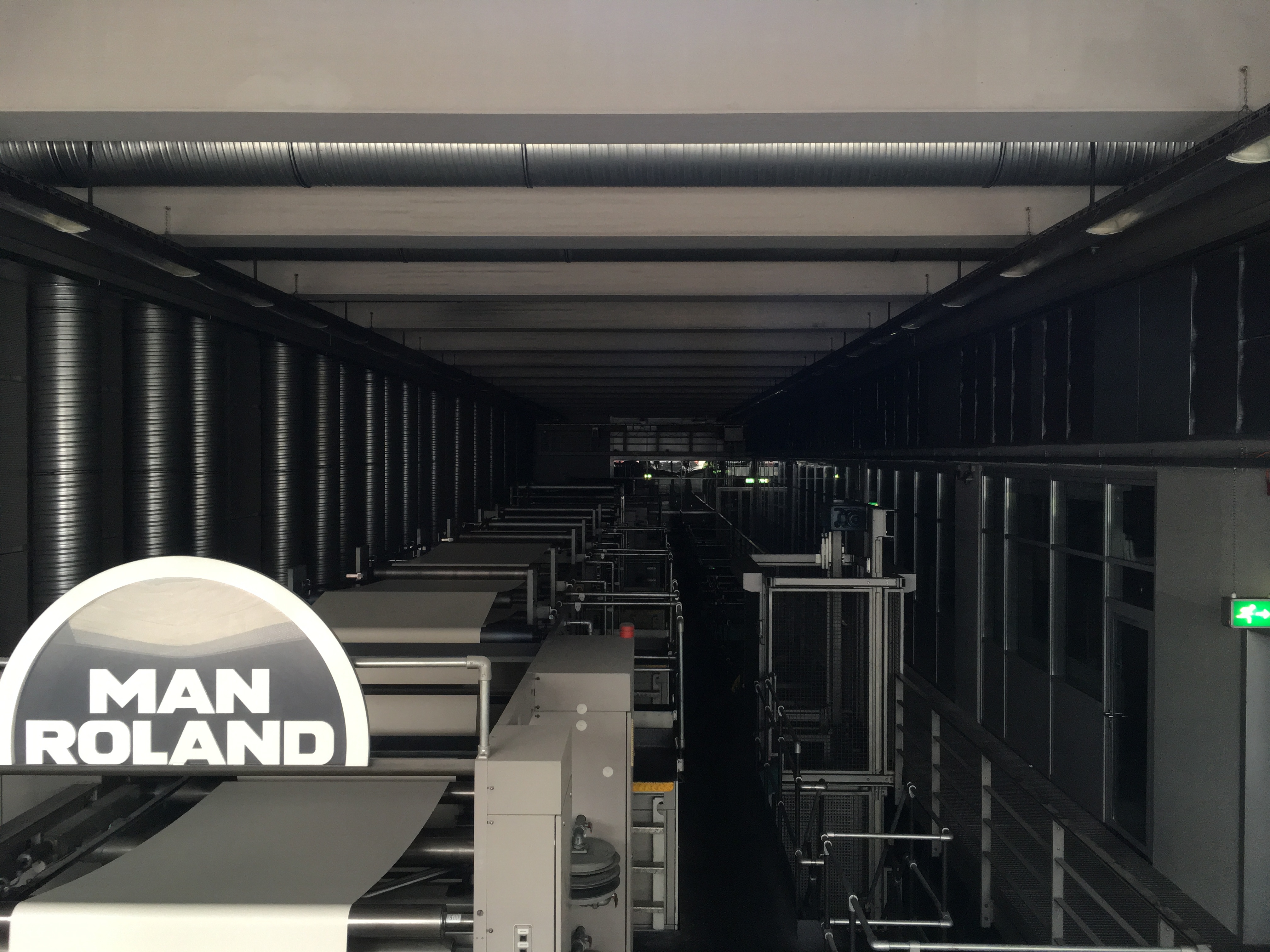
Druckerpressen in der Gleißbühlstraße in Nürnberg

Der Verlag Nürnberger Presse Druckhaus Nürnberg GmbH & Co. ist ein regionales Medienhaus für den Großraum Nürnberg.

## Geschichte

Neuer Verlagssitz des VNP: Der moderne „Cube“ am Rande des Wöhrder Sees in Nürnberg. (Foto: Thomas Riese)

1945 gründete Joseph E. Drexel, der Herausgeber der Nürnberger Nachrichten, den Verlag in Zirndorf, da sich in der ehemaligen Druckhochburg Nürnberg aufgrund des Krieges keine intakte Druckerei mehr befand. Die erste Ausgabe der Nürnberger Nachrichten erschien am 11. Oktober 1945. Im Herbst 1949 zog der Verlag nach Nürnberg in die Marienstraße um. 1961 beteiligte sich die Nürnberger Presse Druckhaus Nürnberg GmbH & Co. KG am Verlag der Nürnberger Zeitung, der Nordbayerischen Verlagsgesellschaft. In den 1970er- und 1980er-Jahren übernahm der Verlag dann die Nordbayerische Verlagsgesellschaft ganz. Inzwischen erstreckt sich das Verbreitungsgebiet über ganz Mittelfranken und Teile Oberfrankens sowie der Oberpfalz. 1996 startete das verlagseigene Newsportal nordbayern.de als reine Nachrichten-Website. Über mehrere Jahrzehnte hinweg leitete Bruno Schnell den Verlag; im Herbst 2017 übernahmen dann seine beiden Töchter Bärbel Schnell und Sabine Schnell-Pleyer die Verlagsleitung. Seit dem 12. Mai 2025 ergänzt Sigrun Albert, die von 2022 bis 2024 dem Bundesverband Digitalpublisher und Zeitungsverleger (BDZV) vorstand, als operative Geschäftsführerin die Leitung des VNP. Sie ersetzt Erika Gassner, die von März 2021 bis April 2025 als operative Geschäftsführerin tätig war.
Nach 75 Jahren bezog der Verlag im Mai 2025 einen neuen Standort in Nürnberg. Redakteurinnen und Redakteure und alle Verlagsmitarbeitenden arbeiten gemeinsam unter einem Dach im modernen „Cube“. Er befindet sich am Rande des Wöhrder Sees in der Kressengartenstraße 4, 90402 Nürnberg.

## Unternehmensgruppe und Beteiligungen
In der Unternehmensgruppe erscheinen die beiden Tageszeitungen Nürnberger Nachrichten (NN) und die Nürnberger Zeitung (NZ). Zusammen mit ihren lokalen Kopfblättern (Erlanger Nachrichten, Fürther Nachrichten usw.) haben sie eine verbreitete Auflage von über 232.485 Exemplaren (IVW 3/2019). Hinsichtlich der politischen Ausrichtung zeigen sich die NN liberal und sozial, die NZ dagegen christlich-konservativ.
Die dazugehörige Onlinemarke nordbayern.de erreicht monatlich mehr als 30 Millionen Page Impressions, die Webaufrufe und die Appnutzungen zusammengerechnet. Im August 2023 waren es 31,4 Millionen Page Impressions (IVW 08/2023).
Im Dezember 2021 ging außerdem das Premium-Portal NN.de online. Es versteht sich als Onlineversion der gedruckten Nürnberger Nachrichten und spiegelt auch deren politische und demokratische Werte wider. NN.de bietet frei verfügbare Nachrichten, hat aber darüber hinaus im Bereich NN+ für zahlende Abonnenten ein Informationsangebot mit weiteren Themen und größerer Informationstiefe als die frei zugänglichen Texte.
fein raus, das jüngste Digital-Produkt des VNP, ging im März 2021 an den Start. Im Mai 2022 hat das Online-Portal für Lifestyle, Food und Alltagsabenteuer in Nürnberg, Fürth und Erlangen im Nürnberger Stadtteil Gostenhof zusätzlich einen Standort eröffnet. Es dient hauptsächlich dazu, über Events, Neueröffnungen und ähnliches in der Region zu informieren und richtet sich an ein jüngeres Publikum.
Der VNP veröffentlicht auch eine wöchentlich erscheinende Kinderzeitung: Die nanu!? richtet sich an Kinder zwischen 7 und 11 Jahren. Sie ist ein seit Dezember 2015 auf dem Markt, umfasst 12 Seiten und erscheint jeden Freitag.
Zur Unternehmensgruppe gehören außerdem der Presse-Grossist Nordbayerische Presse Vertriebs GmbH & Co. KG, der Olympia-Verlag mit den Marken kicker und Alpin sowie die lokalen Zeitungsverlage Emmy Riedel in Gunzenhausen und Treuchtlingen (der Treuchtlinger Kurier wurde ehemals vom Verlag J.C. Leidel herausgegeben, der inzwischen zu Emmy Riedel gehört) in und Hermann Millizer in Schwabach und in Roth (die Zeitung wurde dort bis 2020 vom Karl Müller Verlag herausgegeben, der dann mit dem Hermann Millizer Verlag verschmolz). Zudem ist die Logistikfirma Nordbayerische Zeitungs- und Zeitschriften-Zustellgesellschaft mbH, welche mit der Verteilung von regionalen und überregionalen Zeitungen und weiteren Printmedien betraut ist, Teil der Unternehmensgruppe. Mit Jahresbeginn 2022 hat der VNP außerdem den Pfeiffer Verlag und Medienservice GmbH & Co. KG (inzwischen als Hersbrucker Zeitung GmbH Verlag und Medienservice) übernommen.
Der Verlag Nürnberger Presse ist an verschiedenen lokalen Firmen beteiligt, zum Beispiel am Funkhaus Nürnberg über den Privatsender Radio F (Private Rundfunkanstalten), Franken Fernsehen, ODN Internet Systemhaus, ITSMedia, Stadtreklame.

## „Nürnberger Modell“
Der Verlag hat eine Kooperation mit kleineren Heimatverlagen in der Region: Im Juli 1959 gründete der spätere Verleger und Herausgeber Bruno Schnell mit sechs lokalen mittelfränkischen Zeitungsverlagen die Interessengemeinschaft der Nürnberger Nachrichten. In diesem sogenannten „Nürnberger Modell“ erstellen die verschiedenen lokalen Redaktionen der Heimatverlage den jeweiligen Heimatteil und beziehen den allgemeinen Teil (Mantel) vollständig von den NN oder der NZ. Entsprechend ihrem Verbreitungsgebiet tragen die Heimatausgaben unterschiedliche Titel: Hersbrucker Zeitung (Hersbruck), Pegnitz-Zeitung (Lauf), Der Bote (Feucht), Weißenburger Tagblatt (Weißenburg), Fränkischer Anzeiger (Rothenburg ob der Tauber) und Fränkische Landeszeitung (Ansbach, Dinkelsbühl, Neustadt an der Aisch). Bis März 2022 gehörte auch die Windsheimer Zeitung (Bad Windsheim) zu dem Modell, ehe sie von der Fränkischen Landeszeitung (FLZ) übernommen wurde. Beide Titel werden seither unter einem Dach geführt.

## Online-Kooperationen
Der Verlag Nürnberger Presse kooperiert organisatorisch und/oder redaktionell mit verschiedenen Veranstaltern: Christkindlesmarkt-Online ist ein Gemeinschaftsprojekt der Stadt Nürnberg und von Nordbayern.de. Die Redaktion liegt beim Verlag Nürnberger Presse Druckhaus Nürnberg GmbH & Co. KG. Die Erlanger Bergkirchweih wird im Internet gemeinsam von Nordbayern.de, Erlanger Nachrichten und der Stadt Erlangen präsentiert. Aber auch die Website des Annafestes in Forchheim wird von Nordbayern.de unterstützt. Desgleichen gibt es eine Zusammenarbeit mit dem Süddeutschen Verband Reisender Schausteller und Handelsleute e. V., der das Nürnberger Volksfest organisiert.

## NN-Kunstpreis
1993 wurde erstmals der „Kunstpreis der Nürnberger Nachrichten“ (auch NN-Kunstpreis) verliehen. Dieser Wettbewerb richtet sich jährlich an Kunstschaffende, die aus der Region Nürnberg stammen oder dort leben und arbeiten. Ausgelobt wird er in den Bereichen Malerei, Skulptur, Originalgrafik und künstlerische Gold- und Silberschmiedearbeiten. Der NN-Kunstpreis gehört zu den höchstdotierten Auszeichnungen für Bildende Kunst in Deutschland. Im Jahr 2023 wurde er bereits zum 31. Mal vergeben. Die Gewinnerbeiträge werden für gewöhnlich über mehrere Wochen in Nürnberg ausgestellt.

## Buchverlag Nürnberger Presse
Im Verlag Nürnberger Presse erscheinen auch Bücher. In diesen Publikationen findet man überwiegend Informationen über Nürnberg und Franken, die Fränkische Schweiz, lokale Persönlichkeiten, Geschichte, Kultur und Mundart. Auszugsweise werden einige Besonderheiten genannt:
Eine der frühesten politischen Veröffentlichungen ist die Festschrift Sozialdemokratischer Parteitag Nürnberg 1947. Andere Publikationen beschäftigen sich mit Nürnberger Künstlern wie Albrecht Dürer, Veit Stoß usw. Eine Rarität darunter ist der Band von Wilhelm Schwemmer: So war’s einmal. Nürnberg im 17. Jahrhundert. Kupferstiche von J.A. Boener (1647–1720), 1968.
Am häufigsten wurden Werke des Schriftstellers Hans Max von Aufseß gedruckt, zuerst 1965: Don Quijote in Franken. Romantik und Wirklichkeit der fränkischen Schlösser. Ein Mundart-Bestseller ist Herbert Maas: Wou die Hasen Hoosn und die Hosen Huusn haaßen (1962), ein Nürnberger Wörterbuch, das 2001 in siebter Auflage erschien. International am bekanntesten ist der Bestseller-Fotoband von Ray D’Addario: Nürnberg. Damals – heute. 100 Bilder zum Nachdenken, in dem 50 Fotos des amerikanischen Photographen vom zerstörten Nürnberg von 1945 den Aufnahmen gegenübergestellt werden, die nach dem Wiederaufbau der Nürnberger Altstadt angefertigt wurden.
Hervorzuheben ist auch ein Bildband zum 950-jährigen Jubiläum der Stadt Nürnberg im Jahre 2000 von Fritz Aschka und Toni Burghart: Nürnberg. Das neue Jahrtausend beginnt mit einem Vorwort von Oberbürgermeister Ludwig Scholz, 2000.
Seit 2013 engagiert sich der Verlag Nürnberger Presse verstärkt im Bereich „Bier“ und seit 2017 wieder im Bereich „Mundart“. Dazu zählen Ausflugs- und Biergartenratgeber, wie zum Beispiel „Die schönsten Brauereien und Brauereigasthöfe in Franken“ vom Autorenduo Markus Raupach & Bastian Böttner sowie „Gäih weider, hogg di her“ und „Allmächd, des aa nu!“ von Jürgen Leuchauer.

## Hilfsaktion „Freude für alle“
Seit mehr als 50 Jahren organisiert der VNP die wohltätige Hilfsaktion „Freude für alle“. Dabei werden jeweils ab Mitte November exemplarische Fälle in den Medien des Verlagshauses vorgestellt, die über Personen aus der Region informieren, die üble Schicksalsschläge erfahren haben und nun finanzielle Hilfe benötigen. Dies können beispielsweise Rentner an der Armutsgrenze sein, Arbeits- und Wohnungslose, Alleinerziehende, Kinderreiche, chronisch Kranke oder Menschen mit einer schweren Behinderung. Der VNP ruft die Leser und User in diesem Zusammenhang zum Spenden auf und leitet die gesammelten Summen ohne Kosten für Verwaltung oder Gebühren direkt an die Bedürftigen weiter.
Ursprünglich war Freude für alle eine Weihnachtsaktion, um Hilfsbedürftigen aus dem Verbreitungsgebiet unkompliziert und unbürokratisch unter die Arme zu greifen. Wenn die Not besonders groß ist, werden auch im Laufe des Jahres Spendenaufrufe gestartet. So gab es 2020 eine Sonderaktion „Corona-Hilfe“ und 2021 eine für Geschädigte des Jahrhunderthochwassers. In den letzten Jahren wurden dabei pro Jahr mehr als drei Millionen Euro gespendet und mehr als 8000 Haushalte unterstützt.